# Joy (Fefe Dobson)
Joy è il secondo album in studio della cantante canadese Fefe Dobson, pubblicato il 22 novembre 2010 in Canada e il 30 novembre 2010 negli Stati Uniti dalla Island Records.

## Il disco
Dopo la mancata pubblicazione di Sunday Love, nel 2006 Fefe Dobson tornò in studio per registrare un nuovo disco, collaborando con artisti come Billy Steinberg, Matthew Wilder, Cyndi Lauper, Courtney Love, Joan Jett, Nina Gordon, The Neptunes e Tim Armstrong.

## Tracce
Edizione standard
1. Intro (Hidden Track) – 0:13
2. Ghost – 3:49 (testo: Fefe Dobson, Kevin Rudolf, Kara DioGuardi, Jacob Kasher)
3. Thanks for Nothing – 3:20 (testo: Dobson, Josh Abraham, Bonnie McKee, Luke Walker)
4. Stuttering – 3:13 (testo: Dobson, Jonathan Rotem, Claude Kelly)
5. Can't Breathe (feat. Orianthi) – 3:47 (testo: Dobson, Bob Ezrin, Tawgs Salter, Tommy Henriksen)
6. You Bitch – 3:23 (testo: Dobson, Nicole Hughes, P. Sjostrom)
7. Didn't See You Coming – 4:29 (testo: Dobson, Jon Levine, Anjulie Persaud)
8. Watch Me Move – 1:58 (testo: Dobson, Dave Lichens, Andrea Wasse)
9. I Want You – 2:15 (testo: Dobson, Lichens, Persaud)
10. I'm a Lady – 2:58 (testo: Dobson, Lichens, Wasse)
11. In Your Touch – 4:42 (testo: Dobson, Connors, Lichens)
12. Set Me Free – 3:09 (testo: Dobson, Levine)
13. Joy – 3:35 (testo: Dobson, Nicole Hughes)

iTunes deluxe edition
1. I Made Out with Your Boyfriend – 3:10
2. Johnny Cash – 3:02
3. Black Haired Boy – 3:25
4. Rockstar – 2:50
5. I Want You (video musicale) – 2:07
6. Ghost (video musicale) – 4:02
7. Stuttering (video musicale) – 4:25

## Crediti
Da AllMusic:
- Josh Abraham - compositore, produttore
- Jorn Anderson - batteria
- Joe Baldridge - mix
- Howard Benson - tastiere, produttore, programmatore
- Cameron Bristow - assistente tecnico, strumenti
- Kim Bullard - tastiere, programmazioni
- Paul Bushnell - basso
- Noel "Gadget" Campbell - A&R, produttore esecutivo
- Ryan Chalmers - assistente tecnico, strumento
- Ben Chang - tecnico
- Justin Cortelyou - tecnico
- Dorian Crozier - batteria
- Adam Culvey - batteria, percussioni
- Jeff Dalziel - registrazioni vocali, produttore vocale
- Paul DeCarli - edizioni digitali
- Dean Dichoso - batterie, tecnico, mix
- Kara DioGuardi - compositore, arrangamenti vocali
- Fefe Dobson - compositore, produttore esecutivo, artista primario
- Bob Ezrin - compositore, tastiere, produttore, programmazione
- Stephen Ferrera - A&R
- Chris Gehringer - produttore
- Șerban Ghenea - mix
- Keith Haaland - chitarra
- Kevin Haaland - chitarra
- Alex Haldi - direttore artistico, fotografia
- Ray Hammond - A&R
- Vicki Hampton - registrazioni vocali
- John Hanes - mix
- Tommy Henriksen - produttore associato, compositore, chitarra elettrica, programmazione
- Steve Hunter - chitarra
- Hatsukazu "Hatch" Inagaki - tecnico
- Rami Jaffee - tastiere
- Terese Joseph - A&R
- Doug Joswick - produttore
- Nikki Jumper - copertina

- Dan Kantner - chitarra
- Claude Kelly - compositore, produttore
- Emanuel Kiriakou - chitarra
- Tim Lauer - tastiere, produttore
- Jon Levine - compositore, tastiere, produttore
- Dave Lichens - basso, compositore, chitarra, produttore, programmazione
- Brian Malouf - mix
- John Nicholson - tecnico delle tastiere
- Oligee - produttore
- Orianthi - chitarra, solista
- Eric Pall - batteria
- Timm Parker - assistente tecnico, strumenti
- Jeff Pelletier - assistente tecnico, strumenti
- Mike Plotnikoff - tecnico
- Eric Ratz - tecnico, strumenti
- Antonio "L.A." Reid - produttore esecutivo
- Tim Roberts - assistente del mix
- Marc Rogers - basso
- J.R. Rotem - compositore, strumenti, produttore
- Kevin Rudolf - compositore, strumenti, produttore
- Thomas "Tawgs" Salter - compositore, tastiere, programmazione
- Rony Schram - fotografia
- George Seara - tecnico
- Chris Smith - produttore esecutivo
- Mike Smith - assistente tecnico, strumenti
- James Allan Toth - assistente tecnico, strumenti
- Marc VanGool - tecnico delle chitarre
- Luke Walker - produttore, compositore
- Ryan Williams - tecnico
- Phil X. - chitarra
- Kristen Yiengst - coordinatore artistico, fotografia
- Frank Zummo - batteria

## Classifiche
| Classifica (2010) | Posizione massima |
| ----------------- | ----------------- |
| Canada            | 59                |